# John Croke
Sir John Croke, né vers 1553 et mort à Holborn le 20 janvier 1620, est un juge et homme politique anglais.

## Biographie
Il étudie à l'université d'Oxford et au Inner Temple, et devient avocat. Il est élu député de Windsor à la Chambre des communes du Parlement d'Angleterre pour le parlement de 1584. Vers 1594 il devient juge de paix pour les comtés gallois du Brecknockshire, du Radnorshire et de Glamorgan, puis devient juge (recorder) à Londres de 1595 à 1603. C'est à cette occasion qu'il reprend sa carrière parlementaire, siégeant comme député de la cité de Londres aux parlements de 1597 et de 1601, les deux derniers du règne d'Élisabeth Ire. 
Ses pairs l'élisent président de la Chambre pour le parlement de 1601. Il s'avère être un président indécis, qui peine à mener les débats et à maintenir l'ordre. En novembre, c'est sous sa présidence que la reine prononce un célèbre discours à la Chambre, annonçant que ce sera le dernier parlement de son règne et exprimant son amour de son pays et son respect pour les députés. L'héritage le plus important que laisse John Croke à l'histoire du Parlement survient toutefois lorsque les députés rejettent par cent-six voix contre cent-cinq une proposition visant à pénaliser les Anglais qui ne se rendraient pas à l'église. Les partisans de la motion appellent John Croke à joindre sa voix aux leurs, mais il estime qu'en qualité de président de la Chambre il se doit d'être neutre, et de ne pas voter. Ce principe demeure en vigueur au XXIe siècle,.
Il est fait chevalier par le nouveau roi Jacques Ier en mai 1603, honorant la volonté de la défunte reine Élisabeth. En 1607 il est nommé juge à la Cour du banc du Roi ; il occupe cette fonction durant les dernières années de sa vie. Il meurt en 1620 et est inhumé dans le village de Chilton, dans le Buckinghamshire.